# Lophomachia monbeigaria
Lophomachia monbeigaria là một loài bướm đêm trong họ Geometridae.